# Spermophora senoculata
Spermophora senoculata este o specie de păianjeni din familia Pholcidae. Lungimea maximă a femelelor ajunge până la 2,25 mm, masculii - 1,5 mm. Este cea mai mică specie europeană de pholcide. Forma prosomei variază în funcție de sex, la femele fiind ovală, la masculi - rotundă. Culoare corpul galben-maro, masculii au trei pete negricioase pe partea dorsală a opistosomei. Coconii sunt relativi mari, ouăle sunt galben-gri sau bej.
Locuiește la marginea pădurilor, dar a fost depistată și în depozitele de guano din peșteri.
Spermophora senoculata are o distribuție holarctică, se întâlnește în Europa de unde a ajuns în America de Nord și America de Sud (Uruguay, Argentina). În România a fost identificată pentru prima dată în 2012, pe grindul Letea.